# Cittanova
För den kroatiska staden vars italienska namn är Cittanova, se Novigrad.
Cittanova är en kommun i storstadsregionen Reggio Calabria, innan 2017 provinsen Reggio Calabria, i regionen Kalabrien i Italien. Kommunen hade 10 284 invånare (2017).
Cittanova, italienska: Nya staden, grundades 1618 efter jordbävningen 1616 med namnet Nuovo Casale di Curtuladi och fick senare stadsstatus och fick då namnet Cittanova. Staden blev drabbad av jordbävningarna i Kalabrien 1783 som också drabbade bland annat Messina.